# マイケル・リトル
マイケル・リトル（Michael Little、1993年3月14日 - ）は、ジャパンラグビーリーグワンコベルコ神戸スティーラーズに所属するラグビー選手。

## プロフィール
- イタリア・ローマ出身[1]（ニュージーランド育ち）。
- ポジションはセンター(CTB)。
- 身長 183 cm、体重 89 kg
- ニックネームはマイキー。
- 父のウォルターも元ラグビー選手（元オールブラックス）[2]。

## 略歴
幼い頃、群馬県太田市に2年間住んでいた。
ノースハーバー、ブルーズを経て、2017年、三菱重工相模原ダイナボアーズに加入。同年9月10日に行われたジャパンラグビートップチャレンジリーグ第1節の釜石シーウェイブス戦に先発出場で日本での公式戦初出場を果たす。また同年12月にはサンウルブズの2018年スコッドに追加招集された。
2023年、コベルコ神戸スティーラーズに加入。

## 受賞歴
ジャパンラグビートップリーグ
- 2020-21トップリーグベスト15

ジャパンラグビーリーグワン
- 2022ゴールデンショルダー (DIVISION 2)[8]